# نورسلطون روزيبويف
نورسلطون روزيبويف (مواليد 19 نوفمبر 1993) هو مُقاتل فنون قتالية مختلطة أوزبكي.

## وصلات خارجية
- نورسلطون روزيبويف على موقع بوكس ريك (الإنجليزية) (registration required)
- نورسلطون روزيبويف على موقع يو إف سي (الإنجليزية)
- نورسلطون روزيبويف على موقع شيردوغ (الإنجليزية)
- نورسلطون روزيبويف على موقع Tapology.com (الإنجليزية)